# Now and Then (sång)
Now and Then är en singel av det engelska rockbandet the Beatles. Den släpptes den 2 november 2023 som en dubbel A-sidesingel, tillsammans med en ny mix av bandets första singel, "Love Me Do" (1962). Låten går under epitetet "den sista Beatleslåten", då samtliga fyra Beatles-medlemmar medverkade på den trots att det hade gått drygt 50 år efter bandets upplösning och två av medlemmarna avlidit. Den inkluderas även i den utökade nyutgåvan av 1973 års samling 1967–1970, som släpptes den 10 november 2023.
"Now and Then" är en psykedelisk rockballad. John Lennon skrev och spelade in den runt 1977 som en pianodemo, men lämnade den oavslutad. Efter Lennons död, i samband med Beatles retrospektiva projekt The Beatles Anthology 1995-1996, var denna en av flera demos som de tre överlevande bandkamraterna försökte väcka liv i. Sessionen resulterade i de två återföreningssinglarna "Free as a Bird" och "Real Love", båda baserade på Lennons demos. Ljudkvaliteten på "Now and Then" ansågs dock för låg och istället låg den på hyllan i nästan tre decennier.
Låten fullbordades först 2022 av de överlevande bandkamraterna Paul McCartney och Ringo Starr, med pålägg som inkluderade gitarrspår av George Harrison från de övergivna sessionerna 1995. Den slutliga versionen innehåller även ytterligare text av McCartney. Lennons röst extraherades från demon med hjälp av den AI-stödda ljudåterställningstekniken som utvecklades av Peter Jackson för dokumentären The Beatles: Get Back från 2021, en teknik som inte var möjlig 1995. På detta sätt blev alla fyra beatlarna medverkande på inspelningen av "Now and Then".
Peter Jackson regisserade även musikvideon till "Now and Then", som innehåller videoklipp bland annat från sessionerna 1995, nyinspelningarna från 2022 och tidigare osedda klipp av Lennon.
McCartney har varit tydlig med att inget i låten är AI-genererat, materialet är endast förbättrat med hjälp av AI då Lennons röst kunnat isoleras från demon. Även musikvideon innehåller endast originalmaterial.
"Now and Then" blev kritikerrosad, och ansågs vara ett passande slut för Beatles. Den utmärktes med en Grammy i kategorin "Best Rock Performance" 2025 och nominerades dessutom till "Record of the Year". Därmed blev "Now and Then" den första AI-assisterade låten att nomineras (och vinna) en Grammy.

## Medverkande
The Beatles
- John Lennon – lead- och bakgrundssång
- Paul McCartney – lead- och bakgrundssång, bas, lap steel-gitarr[15], piano, elektriskt cembalo, shaker
- George Harrison – bakgrundssång, akustisk gitarr, elgitarr
- Ringo Starr – bakgrundssång, trummor, tamburin, shaker

Produktion
- Paul McCartney, Giles Martin, Ben Foster – stråkarrangemang
- Producerad av Paul McCartney och Giles Martin, med ytterligare produktion av Jeff Lynne
- Giles Martin, Sam Okell – stereo och Atmos-mixar
- Miles Showell – vinylmastering
- Oli Morgan – Atmosmastering
- Bruce Sugar, Steve Genewick, Greg McAllister, Geoff Emerick, Keith Smith, Mark "Spike" Stent, Steve Orchard, Jon Jacobs – tekniker[16]

Orkester
- Violin: Neel Hammond, Adrianne Pope, Charlie Bisharat, Andrew Bulbrook, Songa Lee, Serena McKinney
- Viola: Ayvren Harrison, Caroline Buckman, Drew Forde, Linnea Powell
- Cello: Mia Barcia-Colombo, Giovanna Clayton, Niall Ferguson
- Kontrabas: Mike Valerio